# Zdeněk Mikulášek
Zdeněk Mikulášek (* 15. května 1947 Brno) je český astronom, který se zabývá především fotometrií a interpretací spekter proměnných hvězd. Vyučuje také na Ústavu teoretické fyziky a astrofyziky Přírodovědecké fakulty Masarykovy univerzity v Brně a věnuje se i popularizaci astronomie.

## Vědecká činnost
Zdeněk Mikulášek vystudoval fyziku v roce 1972 Přírodovědeckou fakultu Masarykovy univerzity v Brně. Zpočátku vyučoval fyziku na Vysokém učení technickém. Od roku 1972 pracoval na Hvězdárně a planetáriu Brno, kde se v roce 1977 stal nakrátko ředitelem. Brněnskou hvězdárnu poté vedl i po sametové revoluci. Pod svým řízení vytvořil v letech 1990–2002 z této instituce významné osvětové, ale i odborné astronomické zařízení.
Souběžně pak od roku 1995 však začal přednášet astronomii a astrofyziku na Přírodovědecké fakultě Masarykovy univerzity, V roce 2001 zde byl jmenován docentem a v roce 2012 profesorem.. Ve své vědecké práci se věnuje zejména výzkumu chemicky pekuliárních hvězd, zákrytovým proměnným hvězdám a studiu změn astroklimatu.
Do roku 2016 publikoval 155 vědeckých prací, které až získaly 595 citací, tj. 3,8 citace na práci. Jeho Hirschův index h = 14. Zasloužil se však také významně o popularizaci astronomie: např. kniha Sto astronomických omylů uvedených na pravou míru, kterou v roce 1988 napsal spolu se Zdeňkem Horským a Zdeňkem Pokorným, se dočkala 135 tisíc výtisků.